# Torre di Mezza Spiaggia
La torre di Mezza Spiaggia, nota anche come Torre Spagnola, è una torre costiera di Cagliari. Sorge sulla spiaggia del Poetto, poco distante dalla struttura dell'ex Ospedale Marino.
La torre è citata dallo storico Giovanni Francesco Fara e dunque edificata prima del 1591, anno della sua morte. La struttura, in pietra calcarea, è a forma tronco-conica, con una camera interna, voltata a cupola, in cui si trova l'accesso al terrazzino soprastante. L'interno della torre non è praticabile, in quanto l'ingresso è attualmente murato. L'edificio è alto quasi otto metri, per un diametro alla base di circa sei metri e si presenta in buone condizioni, grazie ai numerosi restauri effettuati.
Dalla postazione della torre di Mezza Spiaggia si possono avvistare la vicina torre del Poetto, quella di Carcangiolas, che sorge sulla spiaggia di Quartu Sant'Elena, fino a quelle più distanti di Foxi, di Cala Regina e di Su Fenugu.
Era così denominata anche una piccola torre di origine medievale che controllava il tratto di costa toscano posto tra bocca d'Arno e il Calambrone, restaurata e rafforzata nel corso dei secoli con l'arretramento del mare, perse progressivamente la sua importanza strategica e militare di torre di avvistamento, divenendo  un alloggio del corpo dei Cavalleggeri toscani. Le sue vestigia sono ancora visibili nella pineta retrostante il centro balneare di Tirrenia.